# Guardavalle
Guardavalle (Guardavaji in calabrese) è un comune italiano di 4 071 abitanti della provincia di Catanzaro, in Calabria.

## Geografia fisica

### Territorio

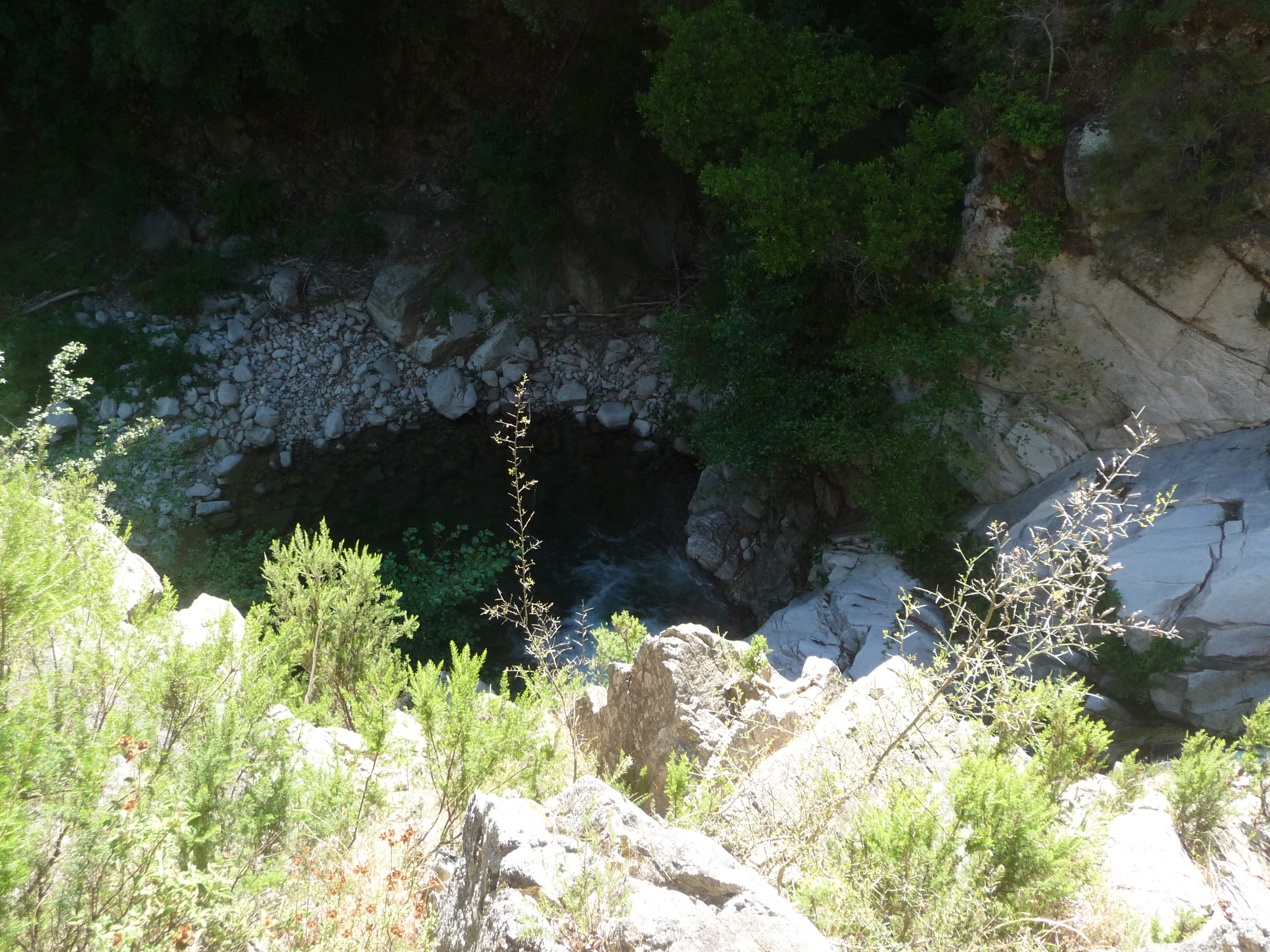
Laghetto di Pietracupa

Il territorio di Guardavalle si estende tra le province di Catanzaro, Vibo Valentia e Reggio Calabria per oltre 60 km², con un'altitudine che va dai 0 m s.l.m. della sua ampia ed estesa costa (4,1 km), caratterizzata da dune marine (zona S.I.C. - Sito di Importanza Comunitaria), e spiagge di bianca sabbia silicea con acque cristalline, dove fortunatamente si può accedere liberamente in tutta l'area, ai 1100 m s.l.m. di Elce della Vecchia, dove si trovano vaste superfici forestali di leccio, faggio, querce, abete bianco e castagno.
Un patrimonio forestale importante e con numerosi luoghi di alto interesse ambientale-turistico, come il borgo di Pietracupa e le vicine cascate del torrente Assi.

## Origini del nome
Il nome del paese di “Guardavalle”, situato nella regione Calabria, in Italia, ha origini storiche che risalgono all’antichità. Il toponimo originario del paese era “Guardacavalli”, un nome che rifletteva una funzione strategica e difensiva del luogo.
Nel periodo medievale, “Guardacavalli” era un avamposto militare o una postazione di guardia situata in una posizione elevata e strategica, utilizzata per sorvegliare e proteggere il territorio circostante, soprattutto da incursioni nemiche. Il termine “Guarda” indica appunto l’attività di osservazione e vigilanza. La seconda parte del nome, “cavalli”, fa riferimento all’uso di cavalli da parte delle forze militari o dei viandanti che percorrevano quelle terre. La presenza di cavalli era essenziale per la mobilità e la difesa in epoca medievale, e il termine potrebbe anche riferirsi alla necessità di monitorare e proteggere i cavalli stessi, che erano beni preziosi.
Con il passare dei secoli, il nome del paese subì una trasformazione linguistica e semantica, diventando “Guardavalle”. Questa evoluzione potrebbe essere stata influenzata da vari fattori, tra cui la semplificazione linguistica, l’adattamento dialettale e l’influenza delle lingue volgari che si svilupparono nel territorio. La nuova denominazione, “Guardavalle”, mantiene il significato di “guardia” o “osservazione”, ma sostituisce “cavalli” con “valle”, indicando una sorveglianza più generale del territorio vallivo circostante.
La modifica da “Guardacavalli” a “Guardavalle” può anche riflettere un cambiamento nella funzione e nell’importanza del luogo nel corso della storia, passando da un ruolo prevalentemente militare e di sorveglianza specifica a una denominazione più ampia e inclusiva del paesaggio geografico.
In sintesi, il nome “Guardavalle” deriva dall’antico “Guardacavalli”, sottolineando la storica funzione di sorveglianza del paese e la sua evoluzione linguistica e semantica nel tempo, adattandosi ai cambiamenti culturali, sociali e geografici del territorio calabrese.

## Storia

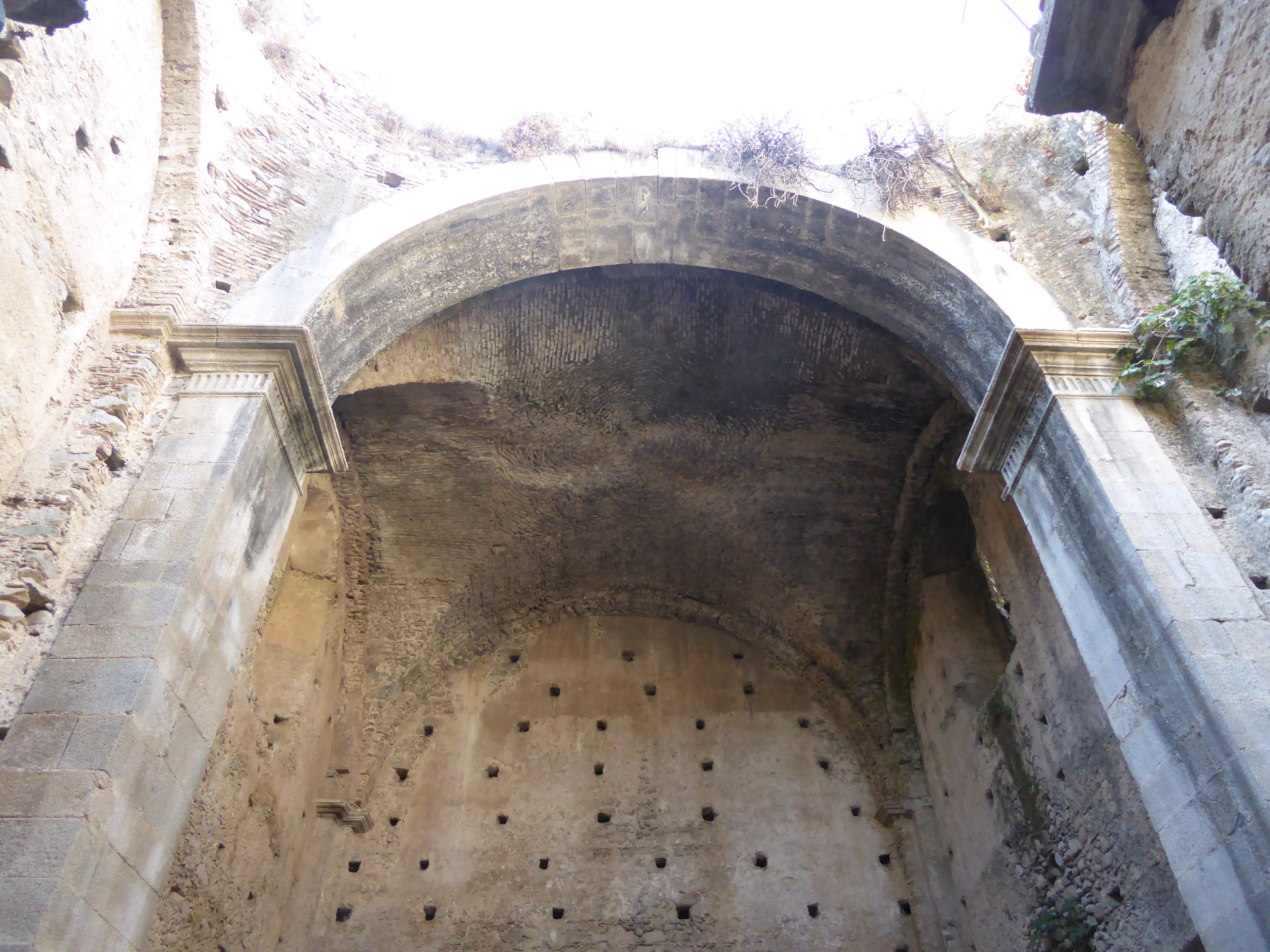
Ruderi dell'incompiuta basilica di San Carlo Borromeo (soprannominata cantina)

Fu fondata, probabilmente, nel IX secolo ad opera di profughi, i quali preferirono rifugiarsi sulle alture, per porsi al riparo dalle incursioni saracene. Compresa nel feudo di Stilo, ne condivise le sorti, passando da un proprietario all'altro. Nel corso dei secoli e fino all'annessione al Regno d'Italia, è stata assoggettata a più dominatori: ai Normanni, agli Svevi e agli Angioini subentrarono gli Aragonesi, gli Spagnoli, i Francesi e i Borboni.  Divenne comune autonomo nel 1799 ad opera del Generale Championnet.

## Monumenti e luoghi d'interesse
- Palazzo Falletti (XIX secolo);

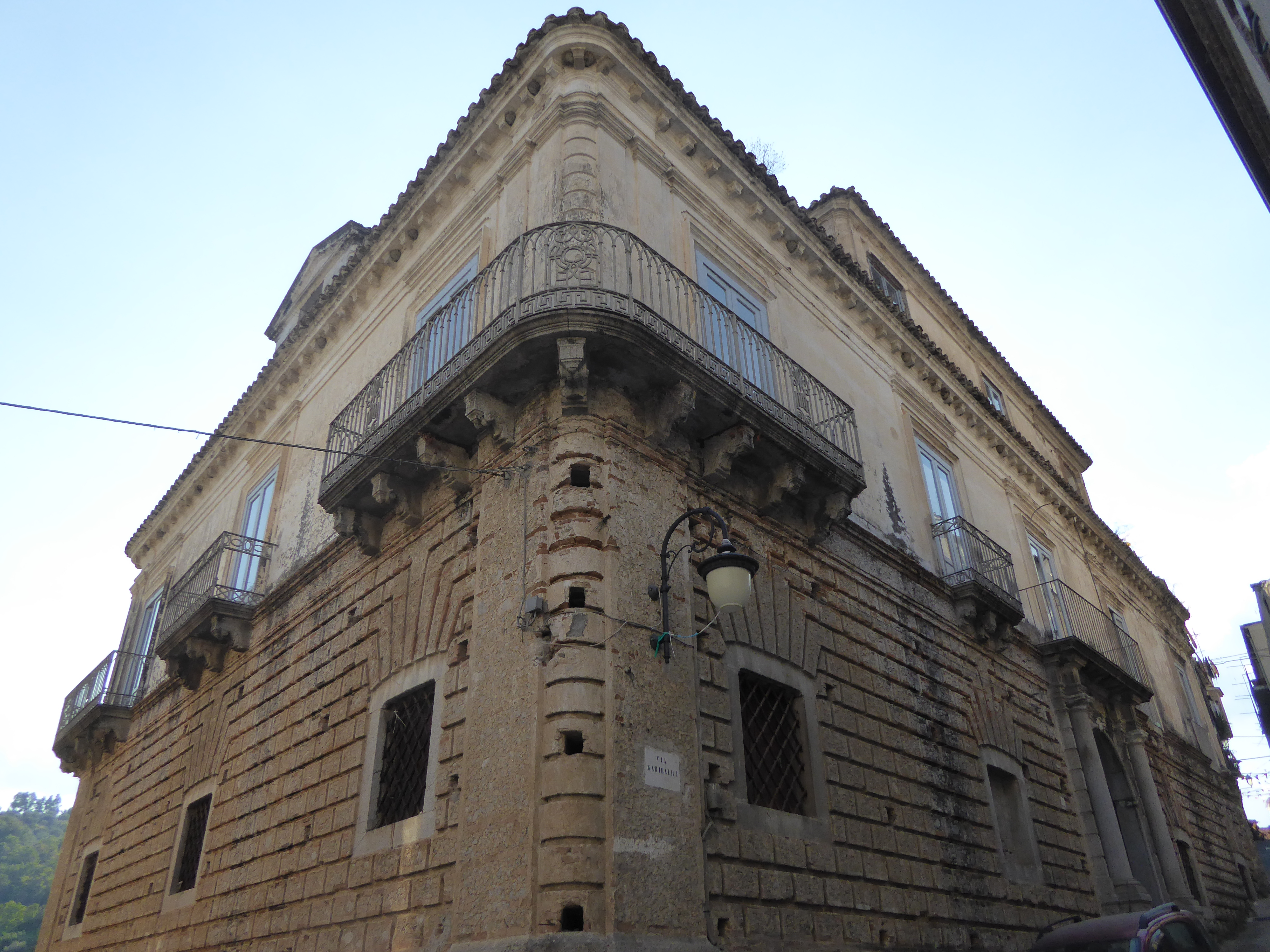
Palazzo Falletti (agosto 2019)

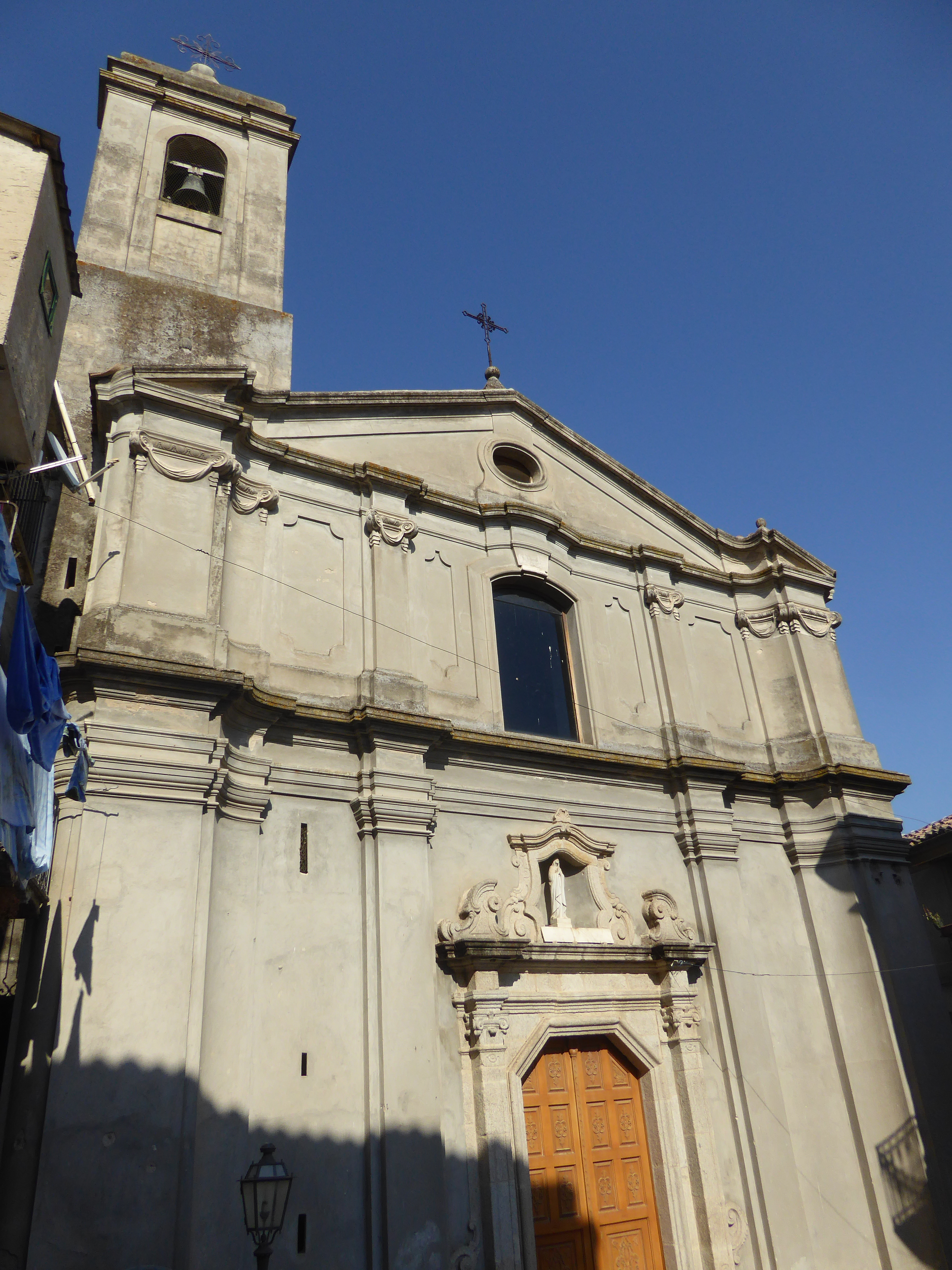
Chiesa matrice Madonna del Rosario

- Palazzo Spedalieri (XVII-XVIII secolo);
- Palazzo Sirleto (XVI-XVII secolo);
- Palazzo Salerno (XVI secolo);
- Palazzo Riitano;
- Palazzo Trua (XVIII secolo);
- Palazzo Criniti (1492);
- Palazzo Rispoli (XIX secolo);
- Torre Cavallara in località Vinciarello (1485);
- Torre Giordano;
- Torre di Nena;
- Torre Menniti;
- Arco di trionfo in Piazza del Carmine;
- Ruderi della Basilica di San Carlo Borromeo;
- Chiesa Parrocchiale di Sant'Agazio Martire o del Rosario (XVIII secolo);
- Chiesa Maria SS.ma del Carmine (XVII secolo): al suo interno è possibile ammirare l'unico esempio ancora integro di cupola affrescata del Seicento calabrese[4];
- Chiesa delle Anime del Purgatorio o di Maria SS.ma delle Grazie (XVII secolo. Riaperta al culto il 4 febbraio 2012);
- Chiesetta di Sant'Antonio (Riaperta al culto il 13 giugno 2016);
- Monastero basiliano di Santa Maria in località Marasà;
- Mulino Galati (1867)

## Società

### Evoluzione demografica
Abitanti censiti

### Tradizioni e folclore
- 16 gennaio - festa della Traslazione delle Reliquie del Santo Patrono;
- 7 maggio - Festa Patronale, Sant'Agazio Martire
- 16 luglio - festa della Vergine Maria del Monte Carmelo
- 7 agosto - festa Santa Maria degli Angeli
- 1ª domenica di ottobre - Festa della Vergine Maria Regina del Santo Rosario
- 25 novembre - Festa di Santa Caterina Vergine e Martire d'Alessandria
- 15 agosto - Festa di Maria SS.ma Assunta in cielo;
- 8 settembre - Festa di Maria SS.ma delle Grazie.

### Istituzioni, enti e associazioni
Guardavalle fa parte dell'Unione dei comuni del versante ionico insieme ai comuni di Cardinale, Davoli, Guardavalle, Badolato, Santa Caterina dello Ionio, Sant'Andrea Apostolo dello Ionio, San Sostene e Isca sullo Ionio.

## Infrastrutture e trasporti
Il comune è attraversato dalla strada statale 106 Jonica.

## Amministrazione

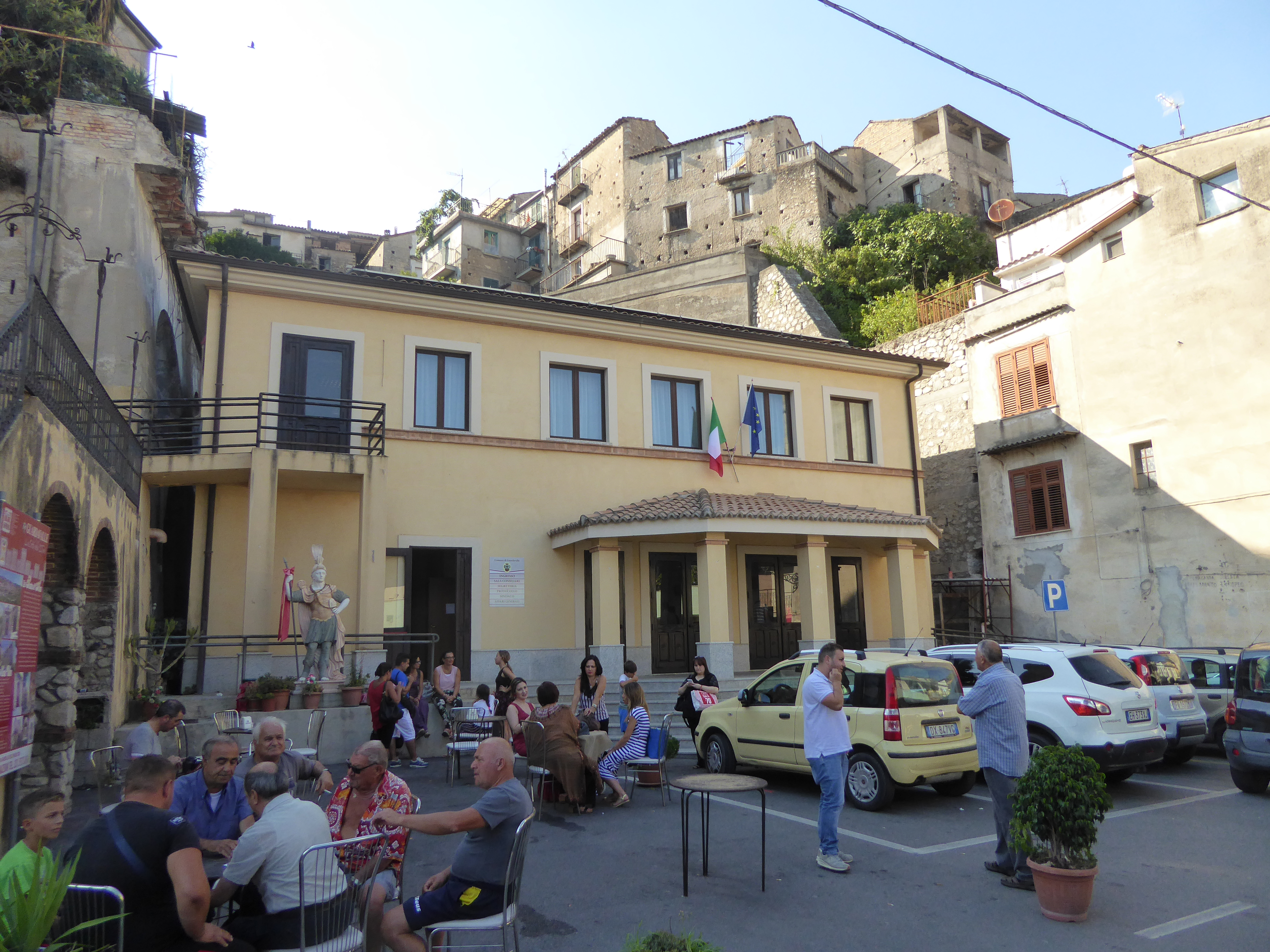
Municipio

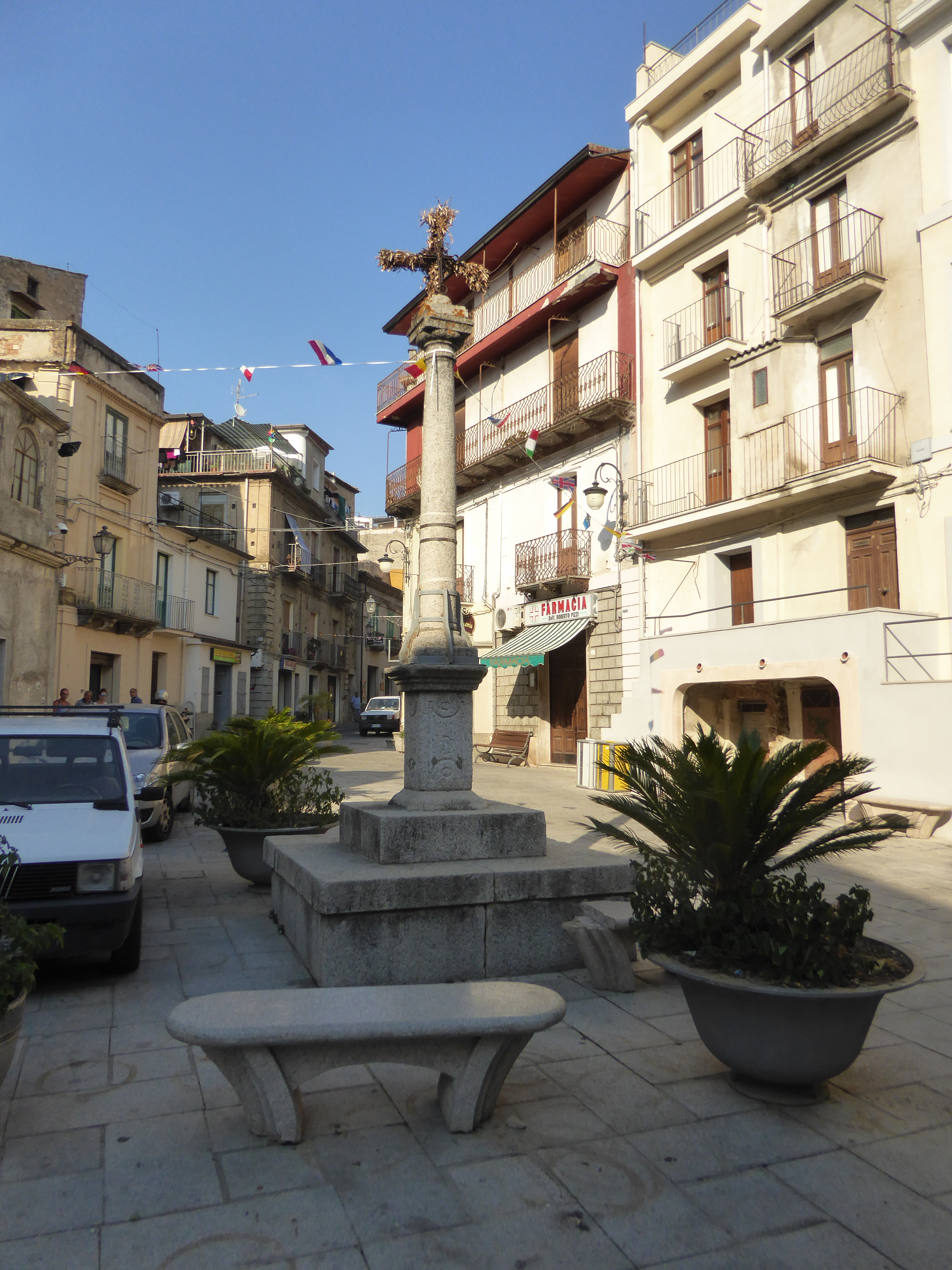
Colonna del 1783 donata da Pietro Spedalieri

| Periodo          | Periodo          | Primo cittadino                                        | Partito                                                       | Carica                    | Note  |
| ---------------- | ---------------- | ------------------------------------------------------ | ------------------------------------------------------------- | ------------------------- | ----- |
| 6 giugno 1993    | 27 aprile 1997   | Nicolantonio Montepaone                                | Democrazia Cristiana                                          | sindaco                   |       |
| 27 aprile 1997   | 13 maggio 2001   | Antonio Tedesco                                        | lista civica di centro-sinistra                               | sindaco                   |       |
| 13 maggio 2001   | 21 novembre 2003 | Antonio Purri                                          | lista civica di centro-destra                                 | sindaco                   |       |
| 21 novembre 2003 | 29 maggio 2006   | Maria Rita Iaculli Giuseppe Ranieri Domenico Crupi     |                                                               | commissario straordinario | [ 6 ] |
| 29 maggio 2006   | 16 maggio 2011   | Antonio Tedesco                                        | lista civica di centro-sinistra                               | sindaco                   |       |
| 16 maggio 2011   | 17 dicembre 2012 | Giuseppe Tedesco                                       | lista civica "Unione per il Futuro"                           | sindaco                   |       |
| 17 dicembre 2012 | 27 maggio 2013   |                                                        |                                                               | commissario straordinario |       |
| 27 maggio 2013   | 10 giugno 2018   | Giuseppe Ussia                                         | Partito Democratico lista civica "Trasparenza Partecipazione" | sindaco                   |       |
| 10 giugno 2018   | 23 febbraio 2021 | Giuseppe Ussia                                         | Partito Democratico lista civica "Trasparenza Partecipazione" | sindaco                   |       |
| 23 febbraio 2021 | in carica        | Umberto Pio Antonio Campini Manuela Currà Gino Rotella |                                                               | commissario straordinario | [ 6 ] |